# بیماری کلیوی
بیماری کلیوی (Kidney Disease یا Renal Disease یا Nephropathy) آسیب یا بیماری کلیه‌هاست. نفریتیس، بیماری التهابی کلیه است و براساس موقعیت التهاب، انواع مختلفی دارد. التهاب ممکن است توسط آزمایش‌های خونی تشخیص داده شود. نفروزیز، بیماری غیر التهابی کلیویست. نفریتیس و نفروزیز ممکن است به ترتیب منجر به نشانگان نفریتیک و نشانگان نفروتیک شوند. بیماری کلیوی اغلب موجب از دست رفتن درجه ای از عملکرد کلیوی می شود و ممکن است منجر به نارسایی کلیوی، یعنی از دست رفتن عملکرد کامل کلیوی شود. نارسایی کلیوی را اغلب به عنوان مرحله نهایی بیماری کلیوی می شناسند، مرحله ای که تنها درمان‌های باقی مانده برایش، دیالیز یا پیوند کلیه است.
بیماری کلیوی مزمن، به صورت ناهنجاری‌های طولانی مدت (با ماهیت عملکردی و/یا ساختاری) کلیه تعریف می شود، به گونه ای که به مدت بیش از سه ماه ادامه داشته باشد. بیماری حاد کلیوی را اکنون آسیب حاد کلیوی (Acute Kidney Injury) یا (AKI) نامیده که مشخصه آن، کاهش ناگهانی عملکرد کلیوی به مدت بیش از هفت روز می باشد. در حدود یک نفر از هشت امریکایی (براساس آمار سال ۲۰۰۷ میلادی) دچار بیماری مزمن کلیویست، نرخی که در طی زمان در حال افزایش است.

## ارجاعات
1. 1 2  Kim, Kun Hyung; Lee, Myeong Soo; Kim, Tae-Hun; Kang, Jung Won; Choi, Tae-Young; Lee, Jae Dong (2016-06-28). "Acupuncture and related interventions for symptoms of chronic kidney disease". The Cochrane Database of Systematic Reviews (6): CD009440. doi:10.1002/14651858.CD009440.pub2. ISSN 1469-493X. PMID 27349639.
2. ↑  Coresh, Josef; Selvin, Elizabeth; Stevens, Lesley A.; Manzi, Jane; Kusek, John W.; Eggers, Paul; Van Lente, Frederick; Levey, Andrew S. (2007-11-07). "Prevalence of chronic kidney disease in the United States". JAMA. 298 (17): 2038–2047. doi:10.1001/jama.298.17.2038. ISSN 1538-3598. PMID 17986697.

- مشارکت‌کنندگان ویکی‌پدیا. «Kidney Disease». در دانشنامهٔ ویکی‌پدیای انگلیسی.